# ロシア民主改革運動
ロシア民主改革運動（ロシア語: Российское движение демократических реформ）は、ロシアの選挙ブロック、政党。
元来はソ連末期の1991年に急進改革派によって設立された政治運動体で、当初の名称は「民主改革運動」。共同議長は、ガヴリール・ポポフ、アナトリー・サプチャーク。その後、ソ連外相を辞任したエドゥアルド・シェワルナゼやアルカジー・ウォリスキーも加わった。1991年の8月クーデターではボリス・エリツィンを支持した。
その後、改革派の政党、選挙ブロックとして「ロシア民主改革運動」を名乗り、1993年の連邦議会選挙において、得票率4.08パーセント、5議席を獲得した。